# Anton Schiestl (Feuerwehrmann)

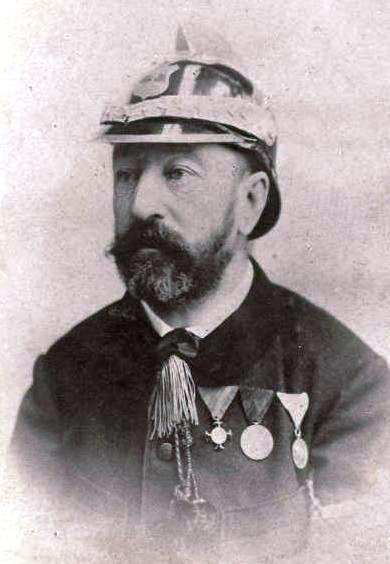
Schiestl war vom 20. Dezember 1864 bis 1890 Feuerwehrkommandant von Bozen

Gedenktafel für Anton Schiestl in Bozen (1944 aufgrund eines amerikanischen Bombenangriffes zerstört)

Anton Schiestl (* 10. September 1832 in Innsbruck; † 15. November 1900 in Bozen) war Gründer des Bozner Turnvereins und der Freiwilligen Feuerwehr Bozen. Er wird auch „Turnvater Südtirols“ genannt.

## Leben
In Innsbruck als Sohn eines Schlossermeisters und Hausbesitzers aufgewachsen, kam er als Handwerksbursche 1850 nach München und in verschiedene andere Städte Bayerns, Württembergs, Thüringens und Sachsens. Hier lernte er das Turnen kennen. Die Militärpflicht führte ihn nach Hause zurück. Er diente zehn Monate im österreichischen Heer. Dann bildete er sich bei seinem Freund Franz Thurner zum Turnlehrer aus. 1856 wurde Thurner von der Universität Innsbruck als "wirklicher Turnlehrer" angestellt, im Jahr darauf Schiestl als Hilfsturnlehrer.
Als 1859 der Krieg begann, rückte er als Zugsführer der Innsbrucker freiwilligen Scharfschützen ein und kam dabei auch nach Bozen. Hier gefiel es ihm so gut, dass er im September 1860 zurückkehrte, um eine Turnschule zu errichten. Dabei war er so erfolgreich, dass schon im November 1860 von über 100 Mann geturnt wurde und es am 22. Jänner 1862 zur Gründung des Turnvereins Bozen kam.
Ende November 1862 trat Bürgermeister Joseph Streiter mit der Bitte an ihn heran, für die neu anzuschaffende Feuerwehrspritze der Stadt Bozen die Bedienungsmannschaft zu stellen. Daraufhin verpflichteten sich am 11. November 1863 74 Turner zum Eintritt in die Turner-Feuerwehr. Aus dieser ging am 17. Jänner 1874 die Freiwillige Feuerwehr Bozen hervor. Schiestl war vom 20. Dezember 1864 bis 1890 Feuerwehrkommandant.
Vier Jahre nach seinem Tod, am 25. September 1904, wurde ihm zu Ehren an der damaligen Feuerwehrkaserne am Waltherplatz, wo jetzt das Stadthotel steht, feierlich ein Gedenkstein aus weißem Marmor enthüllt. Die Gedenktafel wurde von Andreas Kompatscher, dem bekanntesten Bildhauer der Jahrhundertwende im südlichen Tirol, geschaffen. Dieser trug die Inschrift „Anton Schiestl, Turnlehrer und Feuerwehrhauptmann, Begruender des Turn- und Feuerwehrwesens dieser Stadt“. Unter dem Bozner Stadtwappen (der sechszackige Bozner Stern wurde während der Zeit des Faschismus in einen fünfzackigen "italienischen Stern" umgemeißelt) befanden sich in drei Relieffeldern links ein Feuerwehrmann, der ein Kind aus den Flammen rettet, in der Mitte das Reliefporträt von Schiestl und rechts ein Turnlehrer mit Schüler. Darunter waren das Feuerwehr- und das Turnerwappen mit den 4 F angebracht. Im Zweiten Weltkrieg wurde das Denkmal durch Fliegerbomben zerstört.
Seit 2011 bemühten sich mehrere Bozner Vereine, die Gedenktafel für Anton Schiestl originalgetreu wiederherzustellen. Am 27. September 2015 wurde die neue Gedenktafel für Anton Schiestl feierlich eingeweiht.
Die renovierte Alte Turnhalle in der Grieser Fagenstraße, Sitz der Bozner Sektion des Südtiroler Sportvereins, wurde 2021 nach Anton Schiestl benannt.

## Veröffentlichungen
- Exercier-Reglement der freiwilligen Feuerwehr in Bozen. Nebst den allgemeinen Verhaltungsregeln beim Ausbruch eines Brandes, sowie besonderen Vorschriften für die verschiedenen Abtheilungen. Bozen: Ferrari-Auer 1877.
- Denkschrift aus Anlass des zehnjährigen Bestandes der freiwilligen Feuerwehr in Bozen. Bozen 1884.
- Uebungs-Vorschriften der freiwilligen Feuerwehr in Bozen. Nebst den allgemeinen Verhaltungsregeln beim Ausbruche eines Brandes, sowie den besonderen Dienstvorschriften für die verschiedenen Abtheilungen. 2. verb. Aufl. Bozen: J. Wohlgemuth 1888 (Teßmann digital)

## Auszeichnungen
- Goldenes Verdienstkreuz (1890)